# Ein Lied für Dich
Ein Lied für Dich ist ein deutscher Gesangs- und Liebesfilm aus dem Jahre 1933 von Joe May mit Jan Kiepura und Jenny Jugo in den Hauptrollen.

## Handlung
Die junge Wienerin Lixie Hausner, in die sich der nicht mehr ganz junge Baron Kleeberg verliebt hat, hat wiederum nur Augen für den jungen Musikus Theo Bruckner, der wiederum aber so arm ist, dass er als gute Partie und zukünftiger Ehemann nur schwer infrage kommt. Als Theo sich um eine Anstellung an der Wiener Hofoper bemüht, begleitet sie ihn dorthin, quasi als sein guter Engel. Auf der Bühne finden gerade die Proben zu Giuseppe Verdis Oper Aida statt, und in diesem Moment, an dem Lixie und Theo auftauchen, verirrt sie auch der berühmte Startenor Ricardo Gatti auf die Bühne. Gatti schmettert eine Arie, und plötzlich befindet sich Lixie mittendrin und wird von dem Sänger für eine Ballettratte gehalten, die ihm im Übrigen außerordentlich gut gefällt. Ricardo spricht sie an, um mit ihr den heutigen Aufriss des Tages zu machen, doch die moralisch gefestigte Lixie wendet sich empört ab und läuft davon. Doch Gatti, der weiß, was er seinem italienischen Charme schuldet, gibt nicht auf.
Derweil hat Theo erfahren, dass er ohne Fürsprache einer bedeutenden Musikerpersönlichkeit keine Chance haben wird, hier oder an einem anderen angesehenen Haus angenommen zu werden. Deprimiert erzählt er Lixie von seiner Erfahrung, die daraufhin den Kontakt zu Gatti wieder aufnimmt und sich bereit erklärt, sich mit ihm in einem eigens angemieteten Separée zu treffen. Eigentlich müsste Gatti just an diesem Abend einen Rundfunkbeitrag abhalten, doch er überredet seinen Manager, statt seiner hinzugehen und für ihn den erwünschten Vortrag zu halten. Ganz gegen ihre Natur bittet Lixie den Gesangsstar, sich für ihren Theo zu verwenden. Lixie beginnt an diesem Abend Ricardo Gatti sogar richtig zu mögen und erzählt ihm daher nicht, dass Theo ihr Schwarm ist, sodass Gatti annehmen muss, bei Theo handele es sich um ihren Bruder. Und so willigt er ein, beordert Theo zu sich und lauscht seinem Können. Der Italiener findet Gefallen an dessen Leistung und setzt daraufhin ein Empfehlungsschreiben auf. Lixie ist jedoch enttäuscht, dass Theo daraufhin kein bisschen Dankbarkeit ihr gegenüber zeigt und sie ihm offensichtlich völlig egal ist. Aus Enttäuschung zerreißt sie das von Gatti erhaltene Schreiben und läuft von diesem davon.
Gatti will dieses Mädchen, dessen Namen er nicht einmal kennt, unbedingt wieder sehen und setzt daraufhin ein Inserat in die Zeitung, in dem er anbietet, an jedem beliebigen Ort ein Konzert zu geben, wenn die junge Dame, die an jenem Abend mit ihm im Separée war, anwesend ist. Er wolle ihr persönlich den Konzerterlös überreichen. Lixie hat die absurde Idee, das Konzert in einem Wellenbad stattfinden lassen und inseriert diesen Vorschlag ebenfalls mittels einer Anzeige. Lixie hätte Gattis Erscheinen nicht für möglich gehalten und stellt nach Gattis großem Erfolg Baron Kleeberg als ihren Verlobten vor. Ricardo Gatti ist zutiefst enttäuscht und reist traurig ab. Lixie erkennt ihre Dummheit und ist sich bald im Klaren, dass Baron Kleeberg zu heiraten eine grundfalsche Entscheidung wäre. Theo hat von der anstehenden Hochzeit gehört und möchte nicht, dass sie diesen älteren Adeligen ehelicht, da auch er weiß, dass sie diesen nicht liebt. Er reist Gatti ans Mittelmeer nach und überzeugt ihn, nach Wien zurückzukehren. Ricardo postiert sich unter Lixie Hausners Wohnungsfenster, schmettert Theos Arie, und beide Herzen finden schließlich doch noch zusammen.

## Produktionsnotizen
Ein Lied für Dich entstand zwischen dem 15. Dezember 1932 und Anfang Februar 1933 in den UFA-Ateliers in Neubabelsberg sowie in Wien und Neapel (Außenaufnahmen) und wurde am 15. April 1933 im Berliner Gloria-Palast uraufgeführt. Die Wiener Premiere war am 2. November 1933. Ein Lied für dich war Joe Mays letzter deutscher Film, anschließend ging der jüdische Regisseur in die Emigration.
Die musikalische Leitung hatte Willy Schmidt-Gentner, die Liedtexte lieferten Fritz Rotter und Ernst Marischka. Die Filmbauten schuf Werner Schlichting. Für den Ton sorgte Hermann Fritzsching, Fritz Klotzsch war Aufnahmeleiter.
Von diesem Film wurde unter dem Titel My Song for You auch eine englischsprachige Version und mit Tout pour l’amour auch eine französischsprachige Fassung hergestellt. In beiden Sprachenversionen trat auch Kiepura als Gatti auf, die restliche Besetzung war eine andere.

## Musikstücke
Folgende Lieder wurden gespielt:
- Holde Aida (Giuseppe Verdi)
- Ninon (Bronislau Kaper / Walter Jurmann)
- O Madonna! (Kaper / Jurmann)
- Stretta aus “Der Troubadour” (Verdi)

Die Lieder erschienen im Wiener Bohème Verlag, Berlin und Wien.

## Kritiken
In der Neuen Freien Presse vom 4. November 1933 heißt es: „Hier ist … alles beisammen: der reizende, stoffliche Grundeinfall, die sehr talentierte, textliche und musikalische Ausführung und das präzise technische Können des Regisseurs, der Architekten und der Kameraleute. Und das Ganze ist wie von einem Scheinwerfer überglänzt von der schmeichlerisch strahlenden Stimme Jan Kiepuras, von seiner charmanten, jugendfrischen Liebenswürdigkeit als Sänger und Darsteller. Von allen bisherigen Kiepura-Filmen ist dieses zugleich verliebte und heitere ‚Lied für dich‘ der am besten geratene. (…) Drei Drehbuchsachverständige, drei bewährte und geschickte Autoren haben hier ihre Talente vereinigt ... Ihr Geschicklichkeit erweist sich schon darin, daß sie der abgeleierten Künstlertragik, der ewigen, resignierenden Tenorsentimentalität ausgewichen sind, die sonst bei einem für einen berühmten Sänger geschriebenen Buch gefährlich nahe zu liegen pflegt. (…) Die szenisch, musikalisch und darstellerisch vorbildliche gelungene Ausführung des Films zeigt die sichere, geschmacksvolle und einfallsreiche Regiehand Joe Mays.“
Paimann’s Filmlisten resümierte: „Kiepura steuert nicht nur seinen sieghaften Tenor bei, ist auch ein posenloser, frisch-fröhlicher Liebhaber geworden; hat in der Jugo eine sich natürlich gebende Partnerin, ein Ensemble erlesenster Komiker beiderlei Geschlechts um sich. Er behindert die über eine Menge dankbarer Situationen, wirksamer Details und treffender Einfälle verfügende Handlung nirgends. Der Regisseur trifft den unbeschwerten, graziösen Stil, der ihre Unwirklichkeit nicht zum Bewußtsein kommen läßt, verwendet selbst die Gesangsstellen handlungsfördernd. Der Schluß wurde erfreulicherweise geändert. Wirksame dekorative Einfälle, hübsche Landschaftsbilde, ins Ohr gehende Musik. Die Photographie ist sauber, geschmackvoll, Kiepuras Stimme fehlerfrei wiedergegeben. Filmische Komponente und Star stehen hier im richtigen Verhältnis: ein Schlager.“

„"Ein Lied für Dich" ist … Brüsseler Spitzen, behängt mit Ausdauer und guter Laune bezüglich der Tenorklänge Jan Kiepuras. Wen kümmert da schon die Story in einem Film dieser Art? Macht es auch nur den kleinsten Unterschied, ob die Süße eines jungen Dirigenten die Einladung annimmt, mit einem berühmten Tenor zu soupieren weil sie möchte, dass der junge Mann eine Chance an der Oper erhält? (…) Der Film entscheidet deren Schicksale, und die Drehbuchautoren, die Herrschaften Cube und Marischka, bringen alle zusammen.“

„Eine naiv-anspruchslose Kino-Romanze nach altem Traumfabrik-Klischee, gewürzt mit etwas Klamauk. Einige Opern-Arien und Schlager können Jan Kiepuras fehlendes Schauspieltalent kaum verdecken.“